# 행장
행장(行狀)은 한문 문체의 하나에 속하는 문장이다.
행장은 죽은 사람의 문생이나 친구, 옛날 동료, 아니면 그 아들이 죽은 사람의 정보를 간략하게나마 서술하여 사관(史官)들이 역사를 편찬하는 사료 또는 죽은 사람의 명문(銘文)·만장·비지·전기 등을 제작하는 데에 자료로 제공하려는 것이다.